# Iwanowce (przystanek kolejowy)
Iwanowce (ukr. Іванівці, ros. Ивановцы) – przystanek kolejowy w miejscowości Iwanowce, w rejonie kołomyjskim, w obwodzie iwanofrankiwskim, na Ukrainie. Położony jest na linii Kołomyja – Delatyn.